# Сандитов, Дамба Сангадиевич
Дамба (Дандар) Сангадиевич Сандитов (14 февраля 1941, Орот, Бурят-Монгольская АССР — 23 марта 2021, Улан-Удэ) — российский учёный в области физики некристаллических твердых тел, доктор физико-математических наук, профессор, заслуженный деятель науки РФ (1998).

## Биография
Родился 14 февраля 1941 года в с. Орот, Кижингинский район Бурятской АССР.
Учился в Орот-Тарбагатайской начальной, затем в Кижингинской средней школе им. Хоца Намсараева, и один год работал там учителем.
В 1960 году поступил на физический факультет Московского государственного педагогического института им. В. И. Ленина. После его окончания оставлен в аспирантуре.
В 1970 году защитил кандидатскую диссертацию и приехал работать в Бурятский государственный университет. В 1970—1974 годах старший преподаватель, доцент кафедры общей физики, в 1975—2007 годах — заведующий кафедрой, затем — её профессор.
В 1987 году в ИХФ РАН (Москва) защитил докторскую диссертацию, в 1989 году утверждён в ученом звании профессор.
По совместительству — главный научный сотрудник Лаборатории молекулярной акустики Отдела физических проблем БНЦ СО РАН, руководитель проекта «Флуктуационно-релаксационные процессы в жидкостях и стеклообразных системах».
Основатель научной школы «Физика некристаллических твердых тел».
В 1989 году выдвигался кандидатом в народные депутаты СССР, в первом туре занял первое место, для победы во втором туре не хватило 2 % голосов.
Умер 23 марта 2021 года.

## Научные труды
Автор 4 монографий и более 200 статей в журналах «Физика твердого тела», «Доклады РАН», «Журнал экспериментальной и теоретической физики», «Акустический журнал», «Журнал физической химии», «Журнал технической физики», «Высокомолекулярные соединения», «Физика и химия стекла», а также в зарубежных изданиях «Journal of Non-Crystalline Solids», «Journal of Polymer Science», «Journal of Materials Science», «Silikattechnik».
Сочинения:
- Физические свойства неупорядоченных структур : (Молекуляр.-кинет. и термодинам. процессы в неорган. стеклах и полимерах) / Д. С. Сандитов, Г. М. Бартенев; Отв. ред. Д. Б. Чимитдоржиев. — Новосибирск : Наука : Сиб. отд-ние, 1982. — 259 с. : ил.; 22 см.

## Награды и звания
Заслуженный деятель науки РФ (1998).